# 敏瑞
敏瑞（1951年6月24日—2025年8月7日），緬甸政治人物，孟邦人。曾二度擔任代理緬甸總統，曾任緬甸第一副總統、仰光省省长等職。

## 生平
敏瑞于1971年毕业于缅甸防务学院，后历任仰光军区11师师长、仰光军区司令、缅甸军方安全事务总负责等职，中将军衔。退役后于2011年至2016年出任仰光省行政长官。2012年副总统丁昂敏乌辞职后，他曾被军队议员团提名为缅甸副总统，但因其女婿为澳大利亚公民而失去了出任副总统的资格。
2016年3月，他又被军方提名为副总统，再度引发了国籍争议。3月15日，他在缅甸联邦议会投票中获213票，最终当选第一副总统。2018年3月21日，總統廷覺辭職，敏瑞按照憲法的规定成為代理總統，代理总统职务到3月30日新总统温敏就职为止。2021年緬甸政變發生後，緬甸軍方扶持敏瑞擔任代理總統，但最高權力由擔任國家領導委員會主席兼國防軍總司令的敏昂來大將掌握。
2024年7月22日，敏瑞因健康因素卸下代理總統職務，交由時任最高領導人兼任總理的敏昂萊接掌。
2025年8月7日8時24分，敏瑞因病逝世，享年74歲。